# Resolução 173 do Conselho de Segurança das Nações Unidas
Resolução 173 do Conselho de Segurança das Nações Unidas, foi aprovada em 26 de julho de 1962, após análise do pedido do Reino de Burundi para ser membro da Organização das Nações Unidas, o Conselho recomendou à Assembleia Geral que o Reino de Burundi deve ser admitido.
Foi aprovada por unanimidade.